# Río Seim
El río Seim (también transliterado como Seym o Sejm) (en ruso y ucraniano: река Сейм) es un largo río europeo que discurre por Rusia (óblast de Bélgorod y óblast de Kursk) y Ucrania (óblast de Sumy y óblast de Cherníhiv), el principal afluente del río Desná, a su vez afluente del río Dniéper. Tiene una longitud de 748 kilómetros y drena una cuenca de 27.500 km² (mayor que países como Macedonia del Norte, Ruanda o Haití).

## Geografía

### Curso en Rusia
El río Seim nace en Rusia, en la parte centromeridional del óblast de Kursk. Discurre en su primer tramo en dirección suroeste, pasando por las pequeñas localidades de Gorbunovka, Sólntsevo, Melovatka, Korariovo, Vypolzovo y Máshnino. El río corre enseguida a través de una gran llanura, describiendo cada vez más curvas y meandros, llegando a Koróvino, Polevaia, Kushinovka, Belosnoie, Alabáievo, Kliukva y Dumiovo. Pasa al sur de la ciudad de Kursk (408.148 habitantes en 2008), la capital del óblast, donde recibe por la derecha, llegando del norte, al río Tuskar. 
Vira después el río hacia el oeste, cruzando las pequeñas localidades de Nízhnaia Makva, Rassílnaia, Sudolovka, Nízhnaia Malijlilna y Starodúbtsevo, donde recibe por la izquierda, y llegando del sur, al río Raut. Continua hacia el oeste, pasando frente a Makárovka, Biki, Pogorélovska y Lgov. Sigue por Sherékino, Serguéievska, Banischi, Pravoberezhnii y Ziábkino, donde recibe por la derecha, llegando del noreste, al río Svapa.
El Seim se vuelve al sur, alcanzando Bupel, Strepitsi, y Rylsk (17.603 hab. en 2002). Sigue aguas abajo por Nekrásovo, Volobúlevo y Krasnooktýabrskoie y Glushkovo. Aquí el río ya presenta muy acentuadas las características de los ríos de llanura, con muchos brazos, islas, canales y meandros abandonados y una amplia zona de inundación. Vira de nuevo al oeste, llegando a Budki, Zvannoie, Karizh, Kolodezhi y Tiótkino, pasada la cual abandona Rusia.

### Curso en Ucrania
Se interna en Ucrania por su parte nororiental, cerca de la localidad de Boyaro-Lezhachi, en el óblast de Sumy. Sigue por Manujova, Glusejts, Peski, y Vigerovska. Vira hacia el noroeste, alcanzando Chumakov y Putivl. Pasa después por las pequeñas Jizhkí, Kamen, Mutin, Novomutin, Zabolotovo, Taranskiy. Luego se adentra en el óblast de Cherníhiv por la parte centrooriental, llegando a Baturin, Óbmachiv, Kerbatovska y Pékarev. Desemboca finalmente en el río Desná, por su margen izquierda, cerca de la localidad de Máloye Ústye.
El río se congela entre finales de noviembre y principios de enero, y se deshiela entre finales de marzo y principios de abril.